# American Iron and Steel Institute
L'American Iron and Steel Institute (AISI) è una associazione di produttori nord americani di acciaio.
È stata sviluppata in risposta alla necessità di una agenzia cooperativa nell'industria del ferro ed acciaio per raccogliere e disseminare informazioni e statistiche, fare ricerche e fornire un forum per la discussione di problemi e portare avanti gli interessi dell'industria.
I membri di AISI producono oltre il 75% dell'acciaio prodotto in Nord America.
Le sigle AISI identificano le proprietà della specifica lega d'acciaio.
Esse vanno da 10XX a 98XX 
Ecco alcuni esempi:
- 13XX Mn 1.75% Acciaio al manganese
- 23XX Ni 3.50% Acciaio al nickel
- 81XX Ni 0.30%, Cr 0.40%, Mo 0.12% Acciaio nickel cromo molibdeno